# Five Weapons
Five Weapons — серия комиксов, которую в 2013—2014 годах издавала компания Image Comics.

## Синопсис
Главный герой — Тайлер. Ему 13 лет. Его отправили в спецшколу по обучению владением одного из 5 смертоносных оружий.

### Выпуски
| №  | Дата выхода     | Оценка на Comic Book Roundup   | Предполагаемый объём продаж (первый месяц) |
| -- | --------------- | ------------------------------ | ------------------------------------------ |
| 1  | 27 февраля 2013 | 8 из 10 на основе 21 рецензии  | 7 721, позиция в Северной Америке — 208    |
| 2  | 27 марта 2013   | 7,6 из 10 на основе 8 рецензий | 6 196, позиция в Северной Америке — 240    |
| 3  | 24 апреля 2013  | 8,1 из 10 на основе 9 рецензий | 5 655, позиция в Северной Америке — 261    |
| 4  | 29 мая 2013     | 7,8 из 10 на основе 8 рецензий | 5 472, позиция в Северной Америке — 277    |
| 5  | 3 июля 2013     | 7,6 из 10 на основе 7 рецензий | н/д                                        |
| 6  | 29 января 2014  | 7,8 из 10 на основе 8 рецензий | 4 427, позиция в Северной Америке — 314    |
| 7  | 26 февраля 2014 | 8 из 10 на основе 3 рецензий   | 3 451, позиция в Северной Америке — 339    |
| 8  | 16 апреля 2014  | 8,2 из 10 на основе 3 рецензий | 3 132, позиция в Северной Америке — 385    |
| 9  | 4 июня 2014     | 7,8 из 10 на основе 4 рецензий | н/д                                        |
| 10 | 30 июля 2014    | 8,3 из 10 на основе 3 рецензий | н/д                                        |

### Сборники
| Название                             | Тип            | Дата выхода      | Собранный материал | Кол-во страниц | ISBN                       | Предполагаемый объём продаж (первый месяц) |
| ------------------------------------ | -------------- | ---------------- | ------------------ | -------------- | -------------------------- | ------------------------------------------ |
| Five Weapons: Make the Grade         | Мягкая обложка | 11 сентября 2013 | Five Weapons #1-5  | 144            | 978-1607067795, 160706779X | 1 251, позиция в Северной Америке — 74     |
| Five Weapons Vol. 2: Tyler’s Revenge | Мягкая обложка | 10 сентября 2014 | Five Weapons #6-10 | 128            | 978-1632150288, 163215028X | 826, позиция в Северной Америке — 132      |

## Отзывы
На сайте Comic Book Roundup серия имеет оценку 7,9 из 10 на основе 74 рецензий. Грег Макэлхаттон из Comic Book Resources писал, что у комикса «отличное начало». Журналист из PopMatters дал дебюту 8 баллов из 10 и отмечал талантливость создателя. Джаррет Круз из Den of Geek поставил первому выпуску оценку 5 из 10 и сравнил его с серией Morning Glories. Лэн Питтс из Newsarama дал дебюту 10 баллов из 10 и посчитал, что в нём есть «всё, чего должен хотеть читатель комиксов в первом выпуске». Джейсон Сакс из Comics Bulletin оценил дебют в 4 звезды из 5 и в завершении рецензии подчеркнул, что комикс заставил его улыбнуться. Грегг Кацман из Comic Vine вручил первому выпуску 5 звёзд из 5 и посчитал, что «Джимми Робинсон проделал замечательную работу».